# Nataša Belopavlovič
Nataša Belopavlovič, slovenska pravnica in političarka, * 18. junij 1949, Maribor.
Med letoma 1993 in 2004 je bila državna sekretarka Republike Slovenije na Ministrstvu za delo, družino in socialne zadeve Republike Slovenije. Njen soprog je bil slovenski novinar Tomaž Terček. .